# Erratzu
Erratzu és un dels 15 llocs que conformen la Vall de Baztan, situat a 58 quilòmetres de Pamplona, a Navarra. Comprèn els barris de Gorostapalo i Iñarbil.

## Demografia
| 2000 | 2001 | 2002 | 2003 | 2004 | 2005 | 2006 | 2007 | 2008 | 2009 | 2010 |
| ---- | ---- | ---- | ---- | ---- | ---- | ---- | ---- | ---- | ---- | ---- |
| 505  | 497  | 495  | 498  | 485  | 489  | 503  | 494  | 503  | 500  | 490  |